# Grande Armée (Argentine)
Pour les articles homonymes, voir Grande Armée (homonymie).

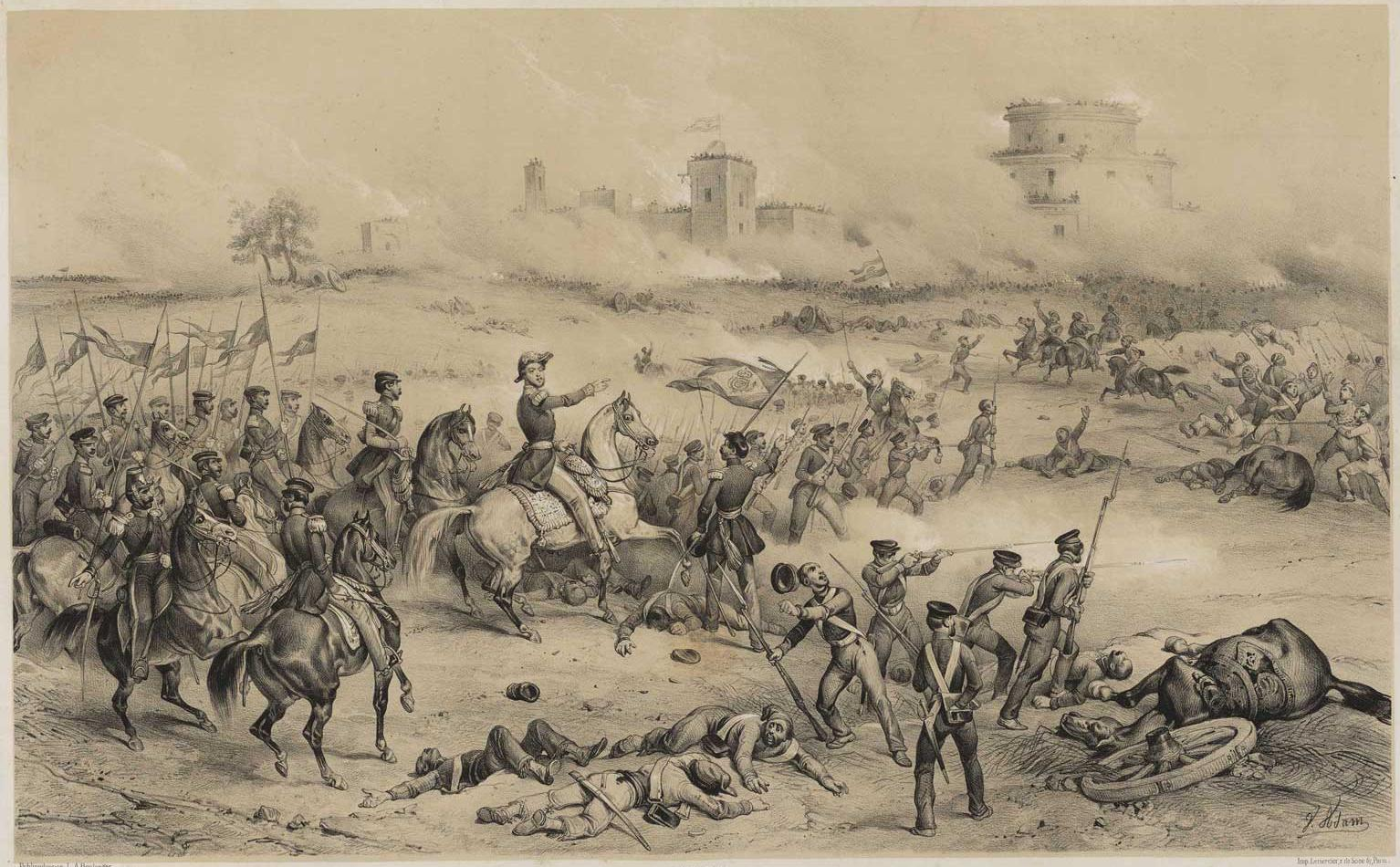
Grande Armée Argentine lors de la bataille de los Santos.

En Argentine, la Grande Armée (en espagnol Ejército Grande) est une armée qui exista au milieu du XIXe siècle.
Au XIXe siècle, la Confédération argentine était dominée par Juan Manuel de Rosas, gouverneur de Buenos Aires et ministre des relations extérieures du pays; il avait créé un système quasiment féodal de domination des autres provinces. Le 1er mai 1851, dans ce que l’on appelle le Prononcé d´Urquiza, le gouverneur de la province d'Entre Ríos, Justo José de Urquiza, affirme la souveraineté de sa province, et signe différents traités avec le gouvernement uruguayen (alors assiégé dans Montevideo par les forces de Buenos Aires), la province de Corrientes, et le Brésil, dans le but de réunir une armée afin de libérer Montevideo et provoquer la chute de Rosas. Cette Grande Armée est réunie en 1851, franchit le fleuve Paraná en décembre 1851 et affronte l'armée de Rosas le 3 février 1852 lors de la bataille de Caseros. La Grande Armée est victorieuse et force Rosas à quitter le pays dans un bateau britannique.